# Далајден
Далајден (њем. Daleiden) општина је у њемачкој савезној држави Рајна-Палатинат. Једно је од 235 општинских средишта округа Ајфелкрајс Битбург-Прим. Према процјени из 2010. у општини је живјело 909 становника. Посједује регионалну шифру (AGS) 7232213.

## Географски и демографски подаци
Далајден се налази у савезној држави Рајна-Палатинат у округу Ајфелкрајс Битбург-Прим. Општина се налази на надморској висини од 452 метра. Површина општине износи 15,6 km². У самом мјесту је, према процјени из 2010. године, живјело 909 становника. Просјечна густина становништва износи 58 становника/km².